# La Belle Rivière (lac Saint-Jean)
Pour les articles homonymes, voir Belle Rivière.
La Belle Rivière est un cours d'eau québécois, affluent du lac Saint-Jean, coulant dans le territoire non organisé de Belle-Rivière et dans les municipalités de Hébertville et Saint-Gédéon, dans la municipalité régionale de comté (MRC) de Lac-Saint-Jean-Est, dans la région administrative de Saguenay–Lac-Saint-Jean, au Canada.

## Géographie
Tirant sa source du lac de la Belle Rivière, elle coule vers le nord sur environ 50 km et se jette dans le lac Saint-Jean à Saint-Gédéon.
La vallée de la Belle Rivière est desservie par la route 169, le chemin du 3e rang, le chemin du 2e rang, le chemin du rang Caron, la route des Savard, le chemin du rang de la Belle-Rivière (côté nord de la rivière) et le chemin du rang Sainte-Anne (côté sud). Cette vallée est aussi desservie par quelques routes forestières secondaires, surtout pour les besoins la foresterie et des activités récréotouristiques.
Les principaux bassins versants voisins de la Belle Rivière sont du côté nord : la rivière Bédard, la Petite rivière Bédard, le ruisseau Rouge, la Petite Décharge et rivière Saguenay. Du côté est on rencontre le lac Vert, le lac Kénogami, la rivière Cascouia, et la rivière Pikauba. Du côté sud sont situées la rivière Métabetchouane, la rivière du Milieu, la décharge du Grand lac des Cèdres, la rivière aux Canots, et la rivière de la Chaine. Finalement du côté ouest, on rencontre la rivière Métabetchouane, le ruisseau de la Belle Rivière, la rivière Couchepaganiche Est, le ruisseau Puant, le ruisseau Dumai, et le lac Saint-Jean.
À partir de sa source la Belle Rivière coule vers le nord-est jusqu'à un ruisseau venant du sud puis vers le nord, courbant vers le nord-ouest, jusqu'au ruisseau de la Belle Rivière venant du sud-ouest, bifurque ensuite vers le nord en entrant en territoire agricole et en zigzaguant en fin de segment, jusqu'à la confluence rive droite de la rivière des Aulnaies venant du sud-est, vers le nord-ouest, jusqu'à un ruisseau venant de l'est dans la zone autour du village Hébertville-Station et finalement vers l'ouest jusqu'à son embouchure dans le Grand-Marais du lac Saint-Jean.
À partir de l'embouchure de la Belle Rivière le courant traversant le lac, emprunte le cours de la rivière Saguenay via la Petite Décharge jusqu'à Tadoussac où il rejoint l'estuaire du Saint-Laurent.

## Toponymie
Son nom vient du montagnais « Mirochip8 » qui signifie « belle rivière ».
Elle a aussi déjà porté le nom de rivière Couchepagane ou Kushpahigan,.
Le toponyme « La Belle Rivière » a été officialisé le 5 décembre 1968 à la Banque des noms de lieux de la Commission de toponymie du Québec.